# 雷電二
飛馬座ξ，又名BD+11 4875，HD 215648、SAO 108165、HR 8665，是飛馬座的一颗恒星，视星等为4.19，位于銀經81.28，銀緯-40.39，其B1900.0坐标为赤經22h 41m 41.8s，赤緯+11° -40.39′ 36″。